# 1. županijska liga PŽ
1. županijska liga PŽ je županijsko ligaško natjecanje četvrtog stupnja u nogometu koje se odigrava na području Posavske županije, ali također sudjeluju i klubovi s područja Tuzlanske županije i Brčko Distrikta. Organizator natjecanja je Nogometni savez Posavske županije.

## Struktura lige
Prvoplasirana ekipa na kraju sezone ulazi u viši rang natjecanja – Druga liga FBiH – Sjever. U 2. županijsku ligu ispadaju jedan, dva ili više klubova ovisno o broju klubova koji ispadnu iz Druge lige FBiH. Iz 2. županijske ligu u ovu ligu ulazi, po pravilu, prvoplasirana momčad.

## Sudionici u sezoni 2024./25.
- NK 19. srpnja, Oštra Luka
- HNK Dinamo `75, Prijedor – Brčko
- NK Dragovoljac, Novo Selo
- NK Hajduk, Orašje
- NK HAŠK Napredak, Ulović
- FK Izbor, Brčko
- NK Korpar, Grebnice
- HNK Kostrč, Kostrč
- NK Mladi Zadrugar, Donji Rahić
- HNK Mladost, Donji Svilaj
- NK Odžak 102, Odžak
- NK Ratkovići, Ratkovići
- NK Sloga, Tolisa
- NK Trešnjevka, Maoča

## Dosadašnji osvajači
- 2005./06. i ranije – ?
- 2006./07. – HNK Mladost, Domaljevac
- 2007./08. – NK Napredak, Matići
- 2008./09.  – HNK Mladost, Vidovice
- 2009./10. – NK Sloga, Tolisa
- 2010./11. – FK Dizdaruša, Dizdaruša – Brčko
- 2011./12. – HNK Mladost, Donji Svilaj
- 2012./13. – NK Odžak 102, Odžak
- 2013./14. – NK Tolisa, Tolisa
- 2014./15. – NK Dinamo, Donja Mahala
- 2015./16. – NK Hajduk, Orašje
- 2016./17. – NK Dragovoljac, Novo Selo
- 2017./18. – NK Odžak 102, Odžak
- 2018./19. – HNK Kostrč, Kostrč
- 2019./20. – FK Dizdaruša, Dizdaruša – Brčko
- 2020./21. – NK 19. srpnja, Oštra Luka
- 2021./22. – NK Napredak, Matići
- 2022./23. – HNK Mladost, Domaljevac
- 2023./24. – NK Sloga, Prud
- 2024./25. – NK Trešnjevka, Maoča

## Vanjske poveznice
- Nogometni savez Posavske županije
- (engl.) sofascore.com, 1. ŽNL Posavina
- sportdc.net, Prva županijska liga Posavine
- posavinasport.com